# Јелена Ћетковић (филм)
Јелена Ћетковић је југословенски ТВ филм из 1967. године. Режирао га је Здравко Шотра, а сценарио је писао Александар Поповић.

## Улоге
| Глумац               | Улога           |
| -------------------- | --------------- |
| Ксенија Јовановић    | Јелена Ћетковић |
| Славка Јеринић       | Драгиња         |
| Дара Вукотић Плаовић | Драгињина мајка |
| Милка Лукић          | Вера            |
| Предраг Тасовац      | Вук             |
| Мија Алексић         | господин        |
| Борис Андрушевић     | Обрад, агент    |
| Северин Бијелић      | Гавра, агент    |
| Љиљана Даниловић     | певачица        |
| Дивна Ђоковић        |                 |
| Душан Голумбовски    |                 |
| Бранислав Јеринић    |                 |
| Миодраг Лазаревић    | Аврамовић       |
| Богдан Михаиловић    | Лола            |
| Миодраг Петровић     | певач           |
| Мирослав Петровић    | Фини, агент     |
| Босиљка Тасић        | певачица        |